# Jan Teodor Schlieben
Jan Teodor Schlieben (ur. 26 grudnia 1638 w Brzeźnicy, zm. 10 stycznia 1695) – wojewoda inflancki, jeden z przywódców opozycji antyelektorskiej w Prusach Książęcych.

## Życiorys
Był synem Albrechta (1600–1656) płka w służbie polskiej i Elżbiety Truchses von Wetzhausen. Rodzina Schliebenów była spokrewniona ze znanymi rodami szlachty pruskiej i polskiej. Rodzina ta posiadała liczne majątki na terenie Prus Książęcych, a przedstawiciele tej rodziny byli starostami m.in.: w Giżycku, Piszu i Węgorzewie.
Jan Teodor Schlieben na terenie Prus Książęcych pełnił różne funkcje i był dziedzicznym starostą Gierdawy. Po porwaniu Kalksteina z Warszawy przez agentów Elektora, w listopadzie 1670 zbiegł do Korony. Został starostą rogozińskim i wojewodą inflanckim (przed 1681).
W Polsce przeszedł na katolicyzm i później w porozumieniu z biskupem warmińskim Radziejowskim ufundował klasztor bernardynów w Kadynach. Schlieben był kolatorem jezuickiego kościoła w Świętej Lipce i zgodnie z testamentem został tam pochowany w rok po śmierci.